# Samoa (Schiff, 1943)
Die Samoa war ein Liberty-Frachter, ein im Rahmen des US-amerikanischen Emergency Shipbuilding Programs gebautes Stückgutschiff des Typs EC2-S-C1. Sie wurde bereits während ihres Baus im Rahmen des Lend-Lease Abkommens an Großbritannien gegeben und diente im Zweiten Weltkrieg zumeist im Konvoiverkehr im Mittelmeer. Nach Kriegsende fuhr sie noch bis 1958 unter verschiedenen Namen unter britischer Flagge, danach bis zu ihrer Abwrackung 1971 unter mehrfach wechselnder Billigflagge.

## Bau und technische Daten
Das Schiff wurde am 18. Juli 1943 auf dem Bethlehem-Fairfield Shipyard in Baltimore (Maryland, USA) mit der Maritime Commission Hull Number 1766 für die US War Shipping Administration auf Kiel gelegt und lief bereits vier Wochen später, am 14. August, mit dem Namen Matthew Brush vom Stapel. Unmittelbar danach wurde es im Rahmen des Lend-Lease-Abkommens als Bareboat-Charter an Großbritannien verliehen und dann unter dem neuen Namen Samoa fertiggebaut.
Die Samoa war 129,81 m lang und 16,76 m breit und hatte 8,16 m Tiefgang. Sie war mit 7314 BRT vermessen und hatte eine Tragfähigkeit von 10.778 tdw. Sie hatte fünf Laderäume und 12 Ladebäume (1 × 50 t; 1 × 15 t; 10 × 5 t). Die Maschinenanlage bestand aus einer Dreifach-Expansions-Dampfmaschine von der Worthington Pump & Machinery Corp. und zwei Wasserrohrkesseln, leistete 2500 Psi und ergab über eine Schraube eine Geschwindigkeit von 11 Knoten. Die Besatzung zählte 43 Mann.

## Schicksal

### Zweiter Weltkrieg
Die Samoa wurde bereits am 29. August 1943, nur sechs Wochen nach ihrer Kiellegung, für das britische Ministry of War Transport in Dienst gestellt, bereedert von der Alfred Holt & Co. in Liverpool. Sie dampfte am 2. September 1943 von Baltimore nach New York, am 12. September nach Hampton Roads, und dann von dort am 15. September mit dem Konvoi UGS.18 nach Gibraltar und Port Said, wo sie am 13. Oktober ankam. Danach fuhr sie allein weiter über Sues nach Aden und von dort mit dem Konvoi AP.50 (25. Oktober – 3. November 1943) nach Bandar Abbas im Persischen Golf. Es folgten Alleinfahrten nach Basra sowie zwischen Basra und Abadan. Im Dezember absolvierte sie eine Fahrt von Basra via Bandar Abbas und Bandar-e Dschask nach Karatschi und von dort zurück über Aden und Sues nach Port Said. Von dort lief sie im Januar 1944 mit dem Konvoi MKS.37 nach Gibraltar und dann mit dem Konvoi MKS.37G nach Liverpool, das am 2. Februar erreicht wurde.
Am 3. März 1944 fuhr die Samoa mit dem kombinierten Konvoi OS.70KM & KMS.44G von Liverpool wieder nach Gibraltar, und die nächsten acht Monate war sie nahezu pausenlos mit Konvois im Mittelmeer unterwegs (Gibraltar, Augusta, Neapel, Tarent, Bari, Brindisi, Marseille, Algier, Oran, Port Said). Im November 1944 fuhr sie dann über Casablanca nach England und von dort im Dezember 1944/Januar 1945 nach New York, kehrte aber schon im Februar mit dem Konvoi UGS.74 ins Mittelmeer zurück. Ihr neues Tätigkeitsgebiet war nun jedoch Indien: über Sues und Aden ging sie im März nach Bombay, und danach lief sie bis Ende Mai Colombo, Madras, Kalkutta und schließlich Kochi an. Es folgte eine lange Reise im Juni von Kochi nach Durban in Südafrika, im Juli nach Buenos Aires und Montevideo und im August 1945 wieder zurück über Kapstadt und Durban nach Colombo.

### Nachkriegsjahre
Nach einiger Zeit als Auflieger wurde das Schiff 1947 vom Ministry of Transport an die britische China Mutual Steam Navigation Co. verkauft, die es in Eurymedon (III) umbenannte. Die Reederei war eine Tochter der Alfred Holt & Co. bzw. der Blue Funnel Line, die das Schiff bereits seit seiner Indienststellung bereedert hatte. Im April 1952 wurde das Schiff, wiederum innerhalb des Reedereiverbunds der Alfred Holt & Co., an die Glen Line übertragen und in Glenlogan umbenannt. 1957 wurde es erneut innerhalb der Alfred Holt Holding transferiert, diesmal zur Blue Funnel Line, und wieder in Eurymedon umbenannt.
1958 erfolgte dann der Verkauf an die Reederei Etolika Cia. Nav. S.A in Piraeus. Das Schiff erhielt den Namen Angelos und fuhr unter panamaischer, kurz darauf unter costa-ricanischer und ab 1959 unter griechischer Flagge. 1964 wurde das Schiff an den Reeder Michael Amin Araktingi in Beirut verkauft, in Mimosa umbenannt und unter libanesischer Flagge für Araktingis Midsutra Shipping Ltd. in London in Fahrt gebracht. Schon 1966 wurde das betagte Schiff erneut weitergereicht, nunmehr an die in Monrovia (Liberia) registrierte Alplata Shipping Corp., wurde in Alplata umbenannt und unter liberianischer Flagge von der Flemar Ltd. in Montevideo (Uruguay) bereedert. Im nächsten Jahr wurde das Schiff erneut verkauft, diesmal an die zypriotische María de Lourdes Shipping Co., die es in Anka umbenannte und von Carapanayoti & Co. in London bereedern ließ. 
Am 25. Juni 1971 lief die Anka nach Bilbao ein, wo sie abgewrackt wurde.